# Isabelle Gatti de Gamond

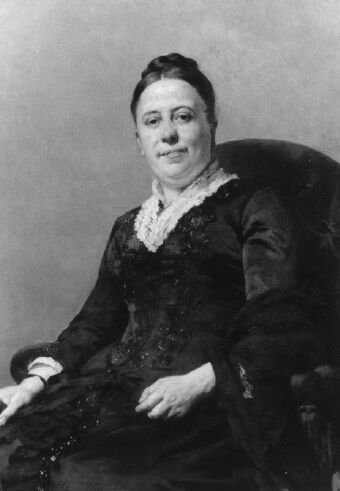
Isabelle Gatti de Gamond

Isabelle Gatti de Gamond (Parijs, 28 juli 1839 - 11 oktober 1905) was een Belgische feministe en stichtte middelbare scholen voor meisjes.
Zij was een van de eerste vrouwen die zich verzette tegen de idee van de femmes savantes. Dit waren geëmancipeerde vrouwen die door te studeren hun vrouwelijkheid verloren hadden. Gatti de Gamond zag het onderwijs zelfs als een belangrijk wapen in de strijd voor gelijke rechten. Onder invloed van de pedagogische geschriften van haar moeder, Zoë de Gamond, start ze het tijdschrift Cahier de Femmes. Hierin schrijft ze over haar ideeën. Enkele jaren later in 1864 richt ze met steun van het Brussels stadsbestuur een (Franstalige) middelbare meisjesschool op. De leraren zijn stuk voor stuk vrijzinnigen en de leerstof is voor die tijd zeer vooruitstrevend. Het motiverend ideaal is om 'niet een vrouw te creëren zoals door ijlkoorts bevangen koorknapen in hun wilde fantasieën dromen' maar een geëmancipeerde vrouw, respectabel door haar werk, talent en kennis. De school slaat meteen aan bij de liberale burgerij. Daarop aansluitend heeft Isabelle Gatti in tien jaar tijd achttien dergelijke scholen opgericht. De "Cours d'Education" vormt een inspiratiebron voor de latere feministische inzet die gedragen wordt door een netwerk van afgestudeerden, de gatticiennes. Marie Popelin, eerste vrouwelijke juriste ooit, was een van hen. Ook de eerste vrouw in het parlement, Marie Spaak-Janson was een gatticienne, net als politica Louise Coens, schrijfster Marguerite Van de Wiele, publiciste Elise Soyer, pedagoge Augustine De Rothmaler en filosofe Louise Van Duuren.
In de figuur van Napoleon I culmineerde voor haar al het onrecht dat vrouwen werd aangedaan. Hij was immers hoofdverantwoordelijke voor artikels in het Burgerlijk Wetboek 'waarin de echtgenote wordt geknecht en de moeder vernederd voor het oog van haar zonen'. Als de vrouw toen had geprotesteerd had volgens haar het feminisme een halve eeuw vroeger kunnen beginnen. Maar Napoleon 'begunstigde en beschermde de mannelijke losbandigheid', waarmee vrije baan werd gegeven aan alcoholisme en alle gevolgen van dien.
In het socialisme zag Gatti een bondgenoot. "We zullen ten onder gaan als we de moeders en de kinderen niet redden", schrijft ze. Op socialistische congressen verdedigt ze de zaak van de vrouw. Zij roept op om "voor alle vrouwen te eisen wat enkelen binnen de sociale elite hebben verworven", want "de geschiedenis leert ons dat vrouwen voor het recht met de mannen zij aan zij hebben gevochten, als strijder en als martelaar".
In 1889 wil zij zich voltijds inzetten voor die strijd en geeft ze de leiding over haar scholen uit handen. Als de Belgische Werkliedenpartij (BWP) dan besluit voorrang te geven aan het algemeen stemrecht voor mannen is ze erg teleurgesteld. Het vrouwenstemrecht komt er pas in 1948.
- Bibliothèque nationale de France: cb13002153x (data)
- CiNii: DA04978623
- Gemeinsame Normdatei: 119024616
- International Standard Name Identifier: 0000 0001 0885 8173
- Library of Congress Control Number: n89611617
- Nationale Bibliotheek van Tsjechië: jo2006346232
- Système universitaire de documentation: 158179579
- Virtual International Authority File: 32797568
- WorldCat: E39PBJcGj7pBKT7xVrWvPJ4Xh3